# BASTA!
 (janvier 2024).
La mise en forme du texte ne suit pas les recommandations de Wikipédia : il faut le « wikifier ».
Les points d'amélioration suivants sont les cas les plus fréquents. Le détail des points à revoir est peut-être précisé sur la page de discussion.
- Les titres sont pré-formatés par le logiciel. Ils ne sont ni en capitales, ni en gras.
- Le texte ne doit pas être écrit en capitales (les noms de famille non plus), ni en gras, ni en italique, ni en « petit »…
- Le gras n'est utilisé que pour surligner le titre de l'article dans l'introduction, une seule fois.
- L'italique est rarement utilisé : mots en langue étrangère, titres d'œuvres, noms de bateaux, etc.
- Les citations ne sont pas en italique mais en corps de texte normal. Elles sont entourées par des guillemets français : « et ».
- Les listes à puces sont à éviter, des paragraphes rédigés étant largement préférés. Les tableaux sont à réserver à la présentation de données structurées (résultats, etc.).
- Les appels de note de bas de page (petits chiffres en exposant, introduits par l'outil «  Source ») sont à placer entre la fin de phrase et le point final[comme ça].
- Les liens internes (vers d'autres articles de Wikipédia) sont à choisir avec parcimonie. Créez des liens vers des articles approfondissant le sujet. Les termes génériques sans rapport avec le sujet sont à éviter, ainsi que les répétitions de liens vers un même terme.
- Les liens externes sont à placer uniquement dans une section « Liens externes », à la fin de l'article. Ces liens sont à choisir avec parcimonie suivant les règles définies. Si un lien sert de source à l'article, son insertion dans le texte est à faire par les notes de bas de page.
- La présentation des références doit suivre les conventions bibliographiques. Il est recommandé d'utiliser les modèles {{Ouvrage}}, {{Chapitre}}, {{Article}}, {{Lien web}} et/ou {{Bibliographie}}. Le mode d'édition visuel peut mettre en forme automatiquement les références.
- Insérer une infobox (cadre d'informations à droite) n'est pas obligatoire pour parachever la mise en page.

Pour une aide détaillée, merci de consulter Aide:Wikification.
Si vous pensez que ces points ont été résolus, vous pouvez retirer ce bandeau et améliorer la mise en forme d'un autre article.
 (janvier 2024).
BASTA! était une coalition populiste de droite au Portugal,, composée du parti politique Chega! (à l'époque encore en cours de légalisation), du Parti populaire monarchiste (PPM), du Parti de la citoyenneté et de la démocratie chrétienne (PPV/CDC) et du mouvement Démocratie 21 (Democracia 21).

## Histoire
La coalition a été formée dans le contexte des élections européennes de 2019, rassemblant, selon le favori André Ventura, diverses sensibilités de la droite portugaise, appartenant aux partis membres de la coalition, telles que le conservatisme, le populisme et le nationalisme, défendus par Chega!, le monarchisme, défendu par le Parti populaire monarchiste, et la démocratie chrétienne, défendue par le Parti de la citoyenneté et de la démocratie chrétienne.
Avant cette coalition, Ventura avait déjà coalisé avec le Parti populaire monarchiste lors des élections locales de 2017 pour le conseil municipal de Loures en tant que candidat du PSD.
La coalition se présente comme conservatrice. Sa tête de liste aux élections européennes, André Ventura, est opposé à l'avortement, mais contre sa pénalisation.
Lors des élections européennes, BASTA! a obtenu 49 496 voix, soit 1,49 % du total des voix. Il a ainsi progressé de 0,58 point de pourcentage par rapport aux chiffres combinés obtenus par le PPM et le PPV/CDC lors des élections européennes de 2014.
Le 18 juin 2019, le mouvement Démocratie 21 a quitté la coalition en raison de divergences sur la question de l'avortement.
Lors des élections législatives de la même année, Chega! s'est présenté seul, incluant des militants du PPV/CDC. Le PPM s'est présenté seul, incluant des militants du mouvement Démocratie 21. Le PPM s'est également présenté seul.

## Partis membres
| Parti/mouvement politique                              | Abréviation | Leader                    | Idéologie              |
| ------------------------------------------------------ | ----------- | ------------------------- | ---------------------- |
| CHEGA!                                                 | CH!         | André Ventura             | Nationalisme portugais |
| Parti populaire monarchiste                            | PPM         | Gonçalo da Câmara Pereira | Monarchisme            |
| Parti de la citoyenneté et de la démocratie chrétienne | PPV/CDC     | Manuel Matias             | Démocratie chrétienne  |

## Résultats des élections

### Élections européennes
| Année | Votes  | %    | ±    | Sièges | ±      |
| ----- | ------ | ---- | ---- | ------ | ------ |
| 2019  | 49.496 | 1,49 | 0,58 | 0      | Stable |